# Оділаурі
Оділаурі (груз. ოდილაური) — село в Грузії.
За даними перепису населення 2014 року в селі проживає 908 осіб.